# Kap Kaval
Le Kap Kaval est un ancien canot-major de l'École navale de Brest.
Son port d'attache actuel est Kérity. Il appartient à l'association Patroed Ar Vro de Penmarc'h qui a assuré sa restauration et qui l'utilise dans ce cadre associatif.

## Histoire
Ce canot-major de l'École navale de Brest a été construit au chantier naval de la Gironde à Bordeaux en 1963 sur des plans de la DCAN (Direction des Constructions et Armes Navales) de Cherbourg. Il a servi sur le site militaire de Lanvéoc-Poulmic pour la formation des marins mais aussi lors des manifestations nautiques en rade de Brest.

Le capitaine de vaisseau Éric Tabarly a traversé la rade de Brest sur celui-ci lors de son départ à la retraite le 24 juillet 1985.
En 2005, n'ayant plus servi depuis 1996, le Kap Kapal en mauvais état est attribué par convention à l'association Patroed Ar Vro pour assurer sa restauration. Cette association, créée en 1995, a pour vocation la sauvegarde, la restauration et la promotion des éléments du patrimoine maritime en Pays Bigouden.
Il a été remis à l'eau officiellement  en août 2009. Présent sur les quais à Brest 2008 il a participé aux Les Tonnerres de Brest 2012 et Brest 2016.

## Caractéristiques
Ce canot est propulsé à l'aviron et à la voile. L'équipage est constitué de 16 nageurs en 8 rangs de 2. Il possède 3 mâts avec voile au tiers (grand-voile, misaine et tapecul sur queue-de-malet), et d'un foc sur bout-dehors.